# Hoplodrina
Hoplodrina é um gênero de traça pertencente à família Arctiidae.